# Михаил Кантакузин (наместник Монемвасии)
Михаил Кантакузин (греч. Μιχαὴλ Kantakouzēnós, ум. 1264) — византийский государственный деятель, полководец, великий коноставл, наместник Монемвасии. Участник войны между Византией и Ахейским княжеством в 1263—1266 годах. Погиб во время стычки с войском Ахейского княжества в 1264 году.

## Биография
Михаил Кантакузин принадлежал к очень знатному византийскому аристократическому роду Кантакузинов. В 1262 году он был отправлен византийским императором Михаилом VIII Палеологом наместником в Монемвасию, один из опорных пунктов греков на Пелопоннесе. Летом 1262 года командующий византийским гарнизоном в Мистре отправил донесение Михаилу, в котором сообщал о скором возможном нападении франков. Тогда Кантакузин написал василевсу письмо, в котором уведомлял последнего об опасности. Михаил VIII срочно послал на помощь византийцам на Пелопоннес две армии, которые прибыли в Морею осенью 1262 и весной 1263 годов. Михаил Кантакузин соединил свои силы с прибывшими войсками.
Не сохранилось никаких свидетельств, указывающих на какое-либо участие Кантакузина в византийской кампании на Пелопоннесе в 1263 году. Однако известно, что в 1263 году некий Михаил Кантакузин был отправлен на помощь византийскому деспоту Иоанну Палеологу в войне против Эпирского деспотата. Позже, этот Михаил был удостоен должности великого коноставла. С высокой долей вероятности, этот Кантакузин является тем же самым Кантакузином, который был наместником Монемвасии в 1262—1264 годах.
В 1264 году Михаил Кантакузин вновь появляется на театре военных действий на Пелопоннесе против Гильома II Виллардуэна. Хроники Мореи описывают Кантакузина как лучшего воина среди византийцев, вооружённого луком и булавой. Во время наступления византийской армии на Андравиду (столицу Ахейского княжества) Михаилу было поручено командовать авангардом византийской армии. Перед битвой при Сергиане Михаил Кантакузин проводил разведку по приказу командующего византийской армией Константина Палеолога (по другой версии, Кантакузин просто дразнил франков (то есть войско Ахейского княжества)). Когда Михаил проезжал перед позицией противника, он упал с лошади. Подоспевшие франки убили Кантакузина. Византийцы смогли отбить тело Михаила, но, видя смерть своего лучшего воина, греческие военачальники приказали отступить.

## Семья
У Михаила Кантакузина был сын, носивший такое же имя, первый византийский эпитроп Мореи и отец будущего василевса Иоанна VI Кантакузина.